# ロッポンポン☆ファンタジー
「ロッポンポン☆ファンタジー」（ロッポンポンファンタジー）は、初代・恵比寿マスカッツの5枚目のシングル。

## 概要
- 期間生産限定盤（1,500円）、通常盤（1,250円）、スペシャルプライス盤（750円）の3形態でリリース。
- デビューシングル以来のオリコンチャートベスト10入りを果たした。
- 恵比寿★マスカッツの喜怒愛楽ツアー『全国イク行く〜♡』より歌い継がれている。

## 収録曲

### 期間生産限定盤
1. ロッポンポン☆ファンタジー[4:12]
作詞：綾小路翔、恵比寿マスカッツ・作曲：綾小路翔、編曲：N・H・W・RHYTHM SECTION
2. ロッポンポン☆ファンタジー （original karaoke）[4:11]
3. 〈Bonus Track〉真夜中の2時恵比寿 / 恵比寿ロータリー姉妹 Live@日比谷野外音楽堂 （2011.7.2）[5:30]
作詞：Maccoi・作曲：Jam&Lice

#### DVD
1. 全国CAMP「そうだ！いろんなトコ行こう」第一弾（東京・大阪・神戸・名古屋・浜松）ライブドキュメント

### 通常盤
1. ロッポンポン☆ファンタジー
2. ロッポンポン☆ファンタジー （original karaoke）
3. 〈Bonus Track〉プルカワYES / プルカワ Live@日比谷野外音楽堂 （2011.7.2）[3:09]
作詞：Maccoi・作曲：Jam&Lice

#### DVD
1. ロッポンポン☆ファンタジー MUSIC VIDEO

### スペシャルプライス盤
1. ロッポンポン☆ファンタジー
2. ロッポンポン☆ファンタジー （original karaoke）
3. 〈Bonus Track〉ヘラクレス〜哀愁のパンサアゲイン / ヘラクレスLive@日比谷野外音楽堂 （2011.7.2）[4:17]
作詞：Maccoi・作曲：Jam&Lice

→なお霊感少女Aは未収録。